# Camilo García
Camilo García Casar (nacido el 28 de noviembre de 1947, en Salamanca, España), es un actor y director de doblaje español.

## Biografía
Este actor de doblaje versátil y con una voz grave prestó su voz e interpretación a multitud de actores en 45 años de profesión. Es la voz habitual del considerado el mejor actor francés de todos los tiempos Gérard Depardieu, del oscarizado Gene Hackman (a partir de 1989) y Adel británico Anthony Hopkins desde que le doblara en el clásico de 1991 El silencio de los corderos.
También es la voz habitual de John Goodman, Harrison Ford, Danny Glover, Tommy Lee Jones, Tom Skerritt, Harvey Keitel, Tom Wilkinson, Gérard Depardieu, Gene Hackman, Danny Aiello, Max von Sydow, John Cleese, Peter Coyote, Brian Dennehy, Robert Duvall, Dennis Farina, Brendan Gleeson, Dennis Hopper, Richard Jenkins, Frank Langella, Christopher Lee, John Lithgow, Nick Nolte, Jack Thompson, Jon Voight, Anthony Hopkins, etc., y de los fallecidos Raúl Juliá, J. T. Walsh y Leslie Nielsen. Ha doblado en más de 2000 películas y series para televisión.
Se inició en el doblaje por casualidad: Él trabajaba como administrativo y lo compaginaba con el teatro; un día, representando una función, coincidió que José Luis Martínez Sansalvador fue a ver la obra. Al escuchar su voz, le dijo que probara en el doblaje. Su primer papel importante como actor de doblaje fue el del personaje de Han Solo en la película La Guerra de las galaxias, interpretado por Harrison Ford, actor al que Camilo considera como "una estrella de tenue brillo actoral" pese haberlo doblado en numerosas ocasiones. A diferencia de Ford, Camilo considera a Gene Hackman como el mejor actor de todos los que ha doblado. En su momento, fue el director de doblaje más joven de Barcelona; ha dirigido cientos de películas, como "Cyrano de Bergerac ", "Algunos hombres buenos", "Big Fish", "Arma Letal", "Arde Mississippi", "Armas de mujer", "Balas sobre Broadway", "Barton Fink", "Despertares", "Jumanji", "Drácula, de Bram Stoker"...
En 2002 volvió a prestar su voz para otra película de La Guerra de las Galaxias; Star Wars: Episodio II - El ataque de los clones para el personaje del granjero Lars, padre de Owen Lars.
Como actor interviene ocasionalmente en el teatro (medio en el que Camilo inició su carrera interpretativa junto a su esposa, la actriz catalana Maife Gil), y su voz también puede escucharse en multitud de anuncios publicitarios televisivos. También fue la voz en off de la serie documental producida por TVE La España sumergida.
Camilo García actualmente reside en Barcelona, donde actúa en obras de teatro y presta su voz para algunas obras como "El ingenioso hidalgo Don Quijote de la Mancha" por nombrar alguno. Además en octubre de 2010 intervino en la miniserie de TeleCinco Felipe y Letizia. Además, desde hace muchos años, es una de las voces recurrentes de publicidad.

## Número de doblajes de actores más conocidos
- Voz habitual de Anthony Hopkins (en 61 películas) desde 1989.
- Voz habitual de Gerard Depardieu (en 58 películas) desde 1978.
- Voz habitual de John Goodman (en 48 películas) desde 1984.
- Voz habitual de Tom Wilkinson (en 37 películas) desde 1996 a 2021.
- Voz habitual de Nick Nolte (en 31 películas) desde 1989.
- Voz habitual de Robert Duvall (en 29 películas) desde 1984.
- Voz habitual de Gene Hackman (en 28 películas) desde 1987 a 2004.
- Voz habitual de Danny Glover (en 27 películas) desde 1985.
- Voz habitual de Harvey Keitel (en 25 películas) desde 1980.
- Voz habitual de Tommy Lee Jones (en 24 películas) desde 1987.
- Voz habitual de Harrison Ford (en 24 películas) desde 1977.
- Voz habitual de Jon Voight (en 21 películas) desde 1996.
- Voz habitual de Dennis Hopper (en 20 películas) desde 1979 a 2011.
- Voz habitual de Brian Cox (en 18 películas) desde 1995.
- Voz habitual de Richard Jenkins (en 18 películas) desde 1990.
- Voz habitual de John Lithgow (en 15 películas) desde 1990.
- Voz habitual de Brian Dennehy (en 14 películas) desde 1980 a 2018.
- Voz habitual de Christopher Lee (en 13 películas) desde 2001 a 2015.
- Voz habitual de Dennis Farina (en 12 películas) desde 1985 a 2013.
- Voz habitual de Leslie Nielsen (en 12 películas) desde 1978 a 2009.

## Filmografía
| Actor original        | Título                                           | Personaje                      | Año                         |
| --------------------- | ------------------------------------------------ | ------------------------------ | --------------------------- |
| Al Pacino             | Dick Tracy                                       | Alfonso "Grandullón" Caprice   | 1990                        |
| Alan Bates            | Pánico nuclear                                   | Dressler                       | 2002                        |
| Albert Finney         | Big Fish                                         | Edward Bloom                   | 2003                        |
| Alan Oppenheimer      | La historia interminable                         | G'mork, el lobo                | 1984                        |
| Aleksandr Godunov     | Esta casa es una ruina                           | Max Beissart                   | 1986                        |
| Anthony Hopkins       | El silencio de los corderos                      | Dr. Hannibal Lecter            | 1991                        |
| Anthony Hopkins       | Drácula, de Bram Stoker                          | Abraham van Helsing            | 1992                        |
| Anthony Hopkins       | Regreso a Howards End                            | Henry Wilcox                   | 1992                        |
| Anthony Hopkins       | Leyendas de pasión                               | Coronel William Ludlow         | 1994                        |
| Anthony Hopkins       | Nixon                                            | Richard Nixon                  | 1995                        |
| Anthony Hopkins       | ¿Conoces a Joe Black?                            | William Parrish                | 1998                        |
| Anthony Hopkins       | La máscara del Zorro                             | Diego de la Vega / El Zorro    | 1998                        |
| Anthony Hopkins       | Instinto                                         | Dr. Ethan Powell               | 1999                        |
| Anthony Hopkins       | Misión imposible 2                               | Swanbeck                       | 2000                        |
| Anthony Hopkins       | Hannibal                                         | Dr. Hannibal Lecter            | 2001                        |
| Anthony Hopkins       | El dragón rojo                                   | Dr. Hannibal Lecter            | 2002                        |
| Anthony Hopkins       | Alejandro Magno                                  | Ptolomeo viejo                 | 2004                        |
| Anthony Hopkins       | Todos los hombres del rey                        | Juez Irwin                     | 2006                        |
| Anthony Hopkins       | Beowulf                                          | Hrothgar                       | 2007                        |
| Anthony Hopkins       | El rito                                          | Padre Lucas Trevant            | 2011                        |
| Anthony Hopkins       | Thor                                             | Odín                           | 2011                        |
| Anthony Hopkins       | Thor: El mundo oscuro                            | Odín                           | 2013                        |
| Anthony Hopkins       | El Padre                                         | Anthony Evans                  | 2020                        |
| Billy Dee Williams    | Batman                                           | Harvey Dent                    | 1989                        |
| Bob Hoskins           | Hook: El capitán Garfio                          | Smee                           | 1991                        |
| Brian Dennehy         | Asalto al distrito 13                            | Jasper O'Shea                  | 2005                        |
| Carl Weathers         | Rocky III                                        | Apollo Creed                   | 1982                        |
| Carl Weathers         | Rocky IV                                         | Apollo Creed                   | 1985                        |
| Chad Everett          | Aterriza como puedas 2                           | Simon Kurtz                    | 1982                        |
| Christopher Guest     | La princesa prometida                            | Conde Tyrone Rugen             | 1987                        |
| Christopher Lee       | El Señor de los Anillos: la Comunidad del Anillo | Saruman                        | 2001                        |
| Christopher Lee       | El Señor de los Anillos: las dos torres          | Saruman                        | 2002                        |
| Christopher Lee       | El Señor de los Anillos: el retorno del Rey      | Saruman                        | 2003                        |
| Christopher Lee       | El hobbit: un viaje inesperado                   | Saruman                        | 2012                        |
| Christopher Lee       | El hobbit: la batalla de los Cinco Ejércitos     | Saruman                        | 2014                        |
| Danny Aiello          | El profesional (Léon)                            | Tony                           | 1994                        |
| Danny Glover          | Silverado                                        | Malachi "Mal" Johnson          | 1985                        |
| Danny Glover          | Arma letal                                       | Roger Murtaugh                 | 1987                        |
| Danny Glover          | Arma letal 2                                     | Roger Murtaugh                 | 1989                        |
| Danny Glover          | Arma letal 3                                     | Roger Murtaugh                 | 1992                        |
| Danny Glover          | Arma letal 4                                     | Roger Murtaugh                 | 1998                        |
| Danny Glover          | 2012                                             | Presidente Thomas Wilson       | 2009                        |
| David Ogden Stiers    | La bella y la bestia                             | Narrador                       | 1991                        |
| Dennis Hopper         | Amor a quemarropa                                | Clifford Worley                | 1993                        |
| Dennis Stewart        | Grease                                           | Leo                            | 1978                        |
| Don Sherman           | Rocky                                            | Andy Walsh                     | 1976                        |
| Ernie Hudson          | Los cazafantasmas                                | Winston Zeddemore              | 1984                        |
| Ernie Hudson          | Los cazafantasmas 2                              | Winston Zeddemore              | 1989                        |
| Ernie Hudson          | Cazafantasmas: Más allá                          | Winston Zeddemore              | 2021                        |
| Ernie Hudson          | Cazafantasmas: Imperio helado                    | Winston Zeddemore              | 2024                        |
| F. Murray Abraham     | Scarface: El precio del poder                    | Omar Suárez                    | 1983                        |
| Frank McRae           | Rocky II                                         | Jefe de matadero               | 1979                        |
| Gary Oldman           | Planet 51                                        | General Grawl                  | 2009                        |
| Gene Hackman          | Sin perdón                                       | Bill Daggett                   | 1992                        |
| Gene Hackman          | Wyatt Earp                                       | Nicholas Earp                  | 1994                        |
| Gene Hackman          | Marea roja                                       | Capitán Frank Ramsey           | 1995                        |
| Gene Hackman          | The Mexican                                      | Arnold Margolese               | 2001                        |
| George Baker          | La espía que me amó                              | Capitán Benson                 | 1977                        |
| Gérard Depardieu      | Novecento                                        | Olmo Dalcó                     | 1978                        |
| Gérard Depardieu      | Cyrano de Bergerac                               | Cyrano de Bergerac             | 1990                        |
| Gérard Depardieu      | 1492: La conquista del paraíso                   | Cristóbal Colón                | 1992                        |
| Gérard Depardieu      | El hombre de la máscara de hierro                | Porthos                        | 1998                        |
| Gérard Depardieu      | Astérix y Obélix contra César                    | Obélix                         | 1999                        |
| Gérard Depardieu      | 102 dálmatas                                     | Jean Pierre Le Pelt            | 2000                        |
| Gérard Depardieu      | Astérix y Obélix: Misión Cleopatra               | Obélix                         | 2002                        |
| Gérard Depardieu      | La ciudad de los fantasmas                       | Emile                          | 2003                        |
| Gérard Depardieu      | Astérix en los Juegos Olímpicos                  | Obélix                         | 2008                        |
| Gérard Depardieu      | Astérix y Obélix al servicio de su majestad      | Obélix                         | 2012                        |
| Harrison Ford         | Star Wars - 4. La guerra de las galaxias         | Han Solo                       | 1977                        |
| Harrison Ford         | Star Wars - 5. El imperio contraataca            | Han Solo                       | 1980                        |
| Harrison Ford         | Star Wars - 6. El retorno del Jedi               | Han Solo                       | 1983                        |
| Harrison Ford         | Armas de mujer                                   | Jack Trainer                   | 1988                        |
| Harrison Ford         | A propósito de Henry                             | Henry Turner                   | 1991                        |
| Harrison Ford         | Juego de patriotas                               | Jack Ryan                      | 1992                        |
| Harrison Ford         | Peligro inminente                                | Jack Ryan                      | 1994                        |
| Harrison Ford         | Cowboys & Aliens                                 | Coronel Woodrow Dolarhyde      | 2011                        |
| Harrison Ford         | Los mercenarios 3                                | Max Drummer                    | 2014                        |
| Harrison Ford         | Star Wars - 7. El despertar de la fuerza         | Han Solo                       | 2015                        |
| Harrison Ford         | Blade Runner 2049                                | Rick Deckard                   | 2017                        |
| Harrison Ford         | Star Wars: Episodio IX - El ascenso de Skywalker | Han Solo                       | 2019                        |
| Harry Ditson          | Top Secret!                                      | Rococó                         | 1984                        |
| Harvey Keitel         | Abierto hasta el amanecer                        | Jacob Fuller                   | 1995                        |
| Harvey Keitel         | Cop Land                                         | Teniente Ray Donlan            | 1997                        |
| Harvey Keitel         | Ahora los padres son ellos                       | Randy Weir                     | 2010                        |
| Jack Nicholson        | Algunos hombres buenos                           | Coronel Nathan R. Jessep       | 1992                        |
| Jack Thompson         | Star Wars - 2. El ataque de los clones           | Cliegg Lars                    | 2002                        |
| Janusz Gajos          | Tres colores: Blanco                             | Mikolaj                        | 1994                        |
| Jeffrey Jones         | Sleepy Hollow                                    | Reverendo Steenwyck            | 1999                        |
| Jeffrey Jones         | Stuart Little                                    | Tío Crenshaw Little            | 1999                        |
| Jeffrey Tambor        | Hellboy                                          | Tom Manning                    | 2004                        |
| John Cleese           | 007: El mundo nunca es suficiente                | R                              | 1999                        |
| John Cleese           | 007: Muere otro día                              | Q                              | 2002                        |
| John Cleese           | La pantera rosa 2                                | Inspector Jefe Charles Dreyfus | 2009                        |
| John Dall             | La soga                                          | Brandon Shaw                   | 1948 (doblaje 1984)         |
| John Forsythe         | Los fantasmas atacan al jefe                     | Lew Hayward                    | 1988                        |
| John Forsythe         | Los ángeles de Charlie                           | Charlie Townsend               | 2000                        |
| John Forsythe         | Los ángeles de Charlie: Al límite                | Charlie Townsend               | 2003                        |
| John Goodman          | R3sacón                                          | Marshall                       | 2013                        |
| John Heard            | Despertares                                      | Dr. Kaufman                    | 1990                        |
| John Rhys-Davies      | Indiana Jones en busca del arca perdida          | Sallah                         | 1981                        |
| Jon Voight            | Misión imposible                                 | Jim Phelps                     | 1996                        |
| Jonathan Hyde         | Jumanji                                          | Samuel Parrish / Van Pelt      | 1995                        |
| Kenneth Cranham       | Maléfica                                         | Rey Henry                      | 2014                        |
| Klaus Maria Brandauer | Memorias de África                               | Barón Bror Blixen              | 1985                        |
| Leonard Nimoy         | Star Trek: La película                           | Spock                          | 1979                        |
| Leonard Nimoy         | Star Trek II: La ira de Khan                     | Spock                          | 1982                        |
| Leslie Nielsen        | Agárralo como puedas 2 1/2: El aroma del miedo   | Teniente Frank Drebin          | 1991                        |
| Leslie Nielsen        | Agárralo como puedas 33 1/3: El insulto final    | Teniente Frank Drebin          | 1994                        |
| Leslie Nielsen        | Mr. Magoo                                        | Quincy Magoo                   | 1997                        |
| Leslie Nielsen        | Scary Movie 3                                    | Presidente Harris              | 2003                        |
| Leslie Nielsen        | Superhero Movie                                  | Albert Adams                   | 2008                        |
| Leslie Nielsen        | Spanish Movie                                    | Doctor Nielsen                 | 2009                        |
| Liam Neeson           | Un monstruo viene a verme                        | El monstruo                    | 2016                        |
| Michael Ironside      | La tormenta perfecta                             | Bob Brown                      | 2000                        |
| Michael Palin         | Un pez llamado Wanda                             | Ken Pile                       | 1988                        |
| Mike Starr            | Dos tontos muy tontos                            | Joe Mentalino "Mental"         | 1994                        |
| Morgan Freeman        | El ojo mentiroso                                 | Teniente Black                 | 1981                        |
| Morgan Freeman        | Tiempos de gloria                                | Sargento mayor John Rawlins    | 1989                        |
| Morgan Freeman        | Robin Hood: príncipe de los ladrones             | Azeem                          | 1991                        |
| Morgan Freeman        | La Lego película                                 | Vitruvius                      | 2014                        |
| Nick Nolte            | La delgada línea roja                            | Coronel Gordon Tall            | 1998                        |
| Nick Nolte            | Hulk                                             | David Banner                   | 2003                        |
| Patrick Stewart       | Star Trek: La nueva generación                   | Capitán Jean Luc Picard        | 1987-1990 (1ª-3ª temporada) |
| Patrick Stewart       | Star Trek: Picard                                | Capitán Jean Luc Picard        | 2020-¿?                     |
| Paul Gleason          | El club de los cinco                             | Director Richard Vernon        | 1985                        |
| Philippe Noiret       | Cinema Paradiso                                  | Alfredo                        | 1988                        |
| R. Lee Ermey          | Seven                                            | Capitán de policía             | 1995                        |
| Raúl Juliá            | La familia Addams                                | Gomez Addams                   | 1991                        |
| Richard Crenna        | Rambo III                                        | Coronel Samuel Trautman        | 1988                        |
| Richard Gant          | Rocky V                                          | George Washington Duke         | 1990                        |
| Richard Jones         | Boyhood: Momentos de una vida                    | Abuelo Cliff                   | 2014                        |
| Rip Torn              | RoboCop 3                                        | Presidente de OPC              | 1993                        |
| Robert Duvall         | Open Range                                       | Bluebonnet Spearman            | 2003                        |
| Robert Duvall         | Jack Reacher                                     | Martin Cash                    | 2012                        |
| Robert Stack          | Aterriza como puedas                             | Capitán Rex Kramer             | 1980                        |
| Ronny Cox             | RoboCop                                          | Richard "Dick" Jones           | 1987                        |
| Scott Glenn           | El ultimátum de Bourne                           | Ezra Kramer                    | 2007                        |
| Stephen Lang          | Avatar                                           | Coronel Miles Quaritch         | 2009                        |
| Tom Skerritt          | Alien: el octavo pasajero                        | Capitán Dallas                 | 1979                        |
| Tom Skerritt          | Top Gun: Ídolos del aire                         | Mike "Viper" Metcalf           | 1986                        |
| Tom Wilkinson         | ¡Olvídate de mí!                                 | Dr. Howard Mierzwiak           | 2004                        |
| Tom Wilkinson         | Batman Begins                                    | Carmine Falcone                | 2005                        |
| Tom Wilkinson         | El sueño de Cassandra                            | Howard                         | 2007                        |
| Tommy Lee Jones       | Hombres de negro                                 | Kevin Brown "Agente K"         | 1997                        |
| Tommy Lee Jones       | Hombres de negro II                              | Kevin Brown "Agente K"         | 2002                        |
| Tommy Lee Jones       | No es país para viejos                           | Sheriff Ed Tom Bell            | 2007                        |
| Tommy Lee Jones       | Hombres de negro III                             | Kevin Brown "Agente K"         | 2012                        |
| Tommy Lee Jones       | Lincoln                                          | Thaddeus Stevens               | 2012                        |
| Tommy Lee Jones       | Jason Bourne                                     | Director Robert Dewey          | 2016                        |
| Vincent Schiavelli    | Ghost, más allá del amor                         | Fantasma del metro             | 1990                        |
| Jess Harnell          | La historia de las palabrotas                    | Abuelo                         | 2021                        |